# 服部良一 〜生誕100周年記念トリビュート・アルバム〜
『服部良一 〜生誕100周年記念トリビュート・アルバム〜』（はっとりりょういち 〜せいたんひゃくしゅうねんきねんトリビュート・アルバム〜）は、音楽家、服部良一の生誕100周年を記念して発売されたトリビュート・アルバム。
作家へのトリビュート・アルバムとしては、史上初めてオリコンでTOP10入りを果たした。

## 解説
昭和を彩った服部良一作曲の楽曲を、息子である服部克久、孫である服部隆之が選曲・編曲し、世代を問わずカバーされた全16曲を収録。
良一作曲の楽曲だけでなく、克久や隆之の作曲による新曲という形でトリビュートされた楽曲も収録されている。CDとともに、2枚組アナログ盤も同時リリースされ、CDの通常盤とアナログ盤のジャケットは赤色、CDの初回盤は銀色（スリーブケース仕様）となっている。
この発売に関連して、克久・隆之主催の生誕100周年記念コンサートが2007年11月1日に開催された。コンセプトは「親から子へ〜家族の絆〜」というものである。このコンサートにはトリビュート・アルバム参加のアーティストだけでなく、ASKA、佐藤竹善などがゲスト参加した。
さらに服部良一・克久・隆之は同年末に第49回日本レコード大賞特別賞を受賞し、2007年12月30日の放送では克久と隆之による「蘇州夜曲」が披露された。

## 収録曲
1. 東京ブギウギ / 福山雅治（オリジナル：笠置シヅ子/1947年・昭和22年）
  - 作詞：鈴木勝　作曲：服部良一　編曲：服部隆之
  - 福山がこの曲を「MUSIC FAIR 21」で披露した際のアレンジをベースに改めて録音しなおしたもの。
2. 胸の振り子 / 井上陽水（オリジナル：霧島昇/1947年・昭和22年）
  - 作詞：サトウハチロー　作曲：服部良一　編曲：服部克久
3. 買い物ブギ / 関ジャニ∞（オリジナル：笠置シヅ子/1950年・昭和25年）
  - 作詞：村雨まさを　作曲：服部良一　編曲：岩田雅之　ストリングスアレンジ：服部克久
4. 銀座カンカン娘 / ゴスペラーズ（オリジナル：高峰秀子/1949年・昭和24年）
  - 作詞：佐伯孝夫　作曲：服部良一　編曲：服部隆之
5. 午前二時のブルース / 小林桂（オリジナル：小川静江/1949年・昭和24年）
  - 作詞：藤浦洸　作曲：服部良一　編曲：服部克久
6. 白バラの歌〜White Rose〜 / ヘイリー（オリジナル：高峰三枝子/1946年・昭和21年）
  - 作詞（原曲）：藤浦洸　英詞：Suzi Kim　作曲：服部良一　編曲：服部克久
7. 青い山脈（instrumental） / 東京スカパラダイスオーケストラ（オリジナル：藤山一郎・奈良光枝/1949年・昭和24年）
  - 作曲：服部良一
8. 一杯のコーヒーから / さだまさし（オリジナル：霧島昇・ミス・コロムビア/1939年・昭和14年）
  - 作詞：藤浦洸　作曲：服部良一　編曲：服部隆之
9. Boogie Woogie Hatter （ブギウギメドレー）（instrumental） / レ・フレール
  - 作曲：服部良一
10. 東京の屋根の下 / 一青窈（オリジナル:灰田勝彦/1948年・昭和23年）
  - 作詞：佐伯孝夫　作曲：服部良一
11. 昭和モダン / 山崎まさよし（新曲　2007年・平成19年）
  - 作詞：松本隆　作曲・編曲：服部隆之
12. アデュー上海 / 佐藤しのぶ（オリジナル：渡辺はま子/1939年・昭和14年）
  - 作詞：藤浦洸　作曲：服部良一　編曲：服部隆之
13. ラッパと娘 / 松浦亜弥・日野皓正（オリジナル：笠置シヅ子/1939年・昭和14年）
  - 作詞・作曲：服部良一　編曲：服部隆之
14. 別れのブルース / 徳永英明（オリジナル：淡谷のり子/1937年・昭和12年）
  - 作詞：藤浦洸　作曲：服部良一
15. シアワセノカタチ / 布施明・森山良子（新曲/2007年・平成19年）
  - 作詞：谷川俊太郎　作曲・編曲：服部克久
16. 蘇州夜曲 / 小田和正（オリジナル：渡辺はま子・霧島昇/1940年・昭和15年）
  - 作詞：西條八十　作曲：服部良一　編曲：服部克久

## 関連番組
- フジテレビ『MUSIC FAIR 21 服部良一 生誕100周年記念企画』（2007年10月6日放送） ゲスト：服部克久、服部隆之、松浦亜弥、一青窈
  - 秘蔵映像
    - 「東京ブギウギ」（弘田三枝子・中尾ミエ・小柳ルミ子・岩崎宏美）
    - 「銀座カンカン娘」（井上陽水・中森明菜・福山雅治）
    - 「東京ブギウギ」（福山雅治、伊東ゆかり・小泉今日子・東京スカパラダイスオーケストラ）
    - 「WE'RE ALL ALONE」（ボズ・スキャッグス）
    - 「Friends・Love・Believing〜ぬくもりをありがとう」（森山良子・南こうせつ・谷村新司・さだまさし・THE ALFEE・サーカス・JAYWALK・佐藤竹善・Le Couple）

  - スタジオ・ライブ
    - 「東京の屋根の下」（一青窈）
    - 「ラッパと娘」（松浦亜弥）
    - 「蘇州夜曲」（一青窈・松浦亜弥・服部克久（ピアノ）・服部隆之（指揮））
- テレビ朝日『徹子の部屋』（2007年11月21日放送回） ゲスト：服部克久、服部隆之
アルバム制作に当たっての選曲や歌手選定の裏話などのエピソードが語られた。黒柳徹子と服部良一はバイオリニストだった黒柳の父・守綱を通じての縁もあり、良一の音楽葬では司会を務めたが、その時に流した「蘇州夜曲」は良一の遺言によるものだったなどのエピソードも語られた。